# Hillsboro (Illinois)
Hillsboro è un comune degli Stati Uniti d'America, situato in Illinois, nella Contea di Montgomery, della quale è il capoluogo.